# Schweizer Parlamentswahlen 1860
- DL: 1
- FL: 64
- LM: 36
- ER: 3
- KK: 16

Die Schweizer Parlamentswahlen 1860 fanden am 28. Oktober 1860 statt. Zur Wahl standen 120 Sitze des Nationalrates. Die Wahlen wurden nach dem Majorzwahlrecht vorgenommen, wobei das Land in 49 unterschiedlich grosse Nationalratswahlkreise unterteilt war. Die bisher dominierenden Freisinnigen (bzw. Radikal-Liberalen) erreichten nur noch eine knappe absolute Mehrheit der Sitze, während die gemässigten Liberalen markant zulegen konnten – eine Folge gegensätzlicher Positionen in der Eisenbahn- und Aussenpolitik. In allen Kantonen waren die Wahlen in den Ständerat indirekt und erfolgten durch die jeweiligen Kantonsparlamente. Das neu gewählte Parlament trat in der 5. Legislaturperiode erstmals am 3. Dezember 1860 zusammen.

## Wahlkampf
Prägend für den Wahlkampf war der Streit zwischen zwei Gruppen innerhalb des freisinnig-liberalen Lagers, auf der einen Seite radikale Liberale, auf der anderen die vom mächtigen Unternehmer Alfred Escher angeführten Interessenvertreter der grossen Eisenbahngesellschaften. In Kantonen, die nicht oder nur schlecht durch Eisenbahnen erschlossen waren, löste der Erfolg der privaten Bahngesellschaften ein Gefühl der Unterlegenheit aus. Hinzu kam der Eindruck, von einer kleinen wirtschaftlichen Oberschicht ausgebeutet zu werden. Radikal-liberale Kreise um Bundesrat Jakob Stämpfli riefen nach Unabhängigkeit vom ausländischen Eisenbahnkapital, insbesondere der Einfluss französischer Banken wurde als schädlich empfunden. Mitglieder der Studentenverbindung Helvetia gründeten 1858 ein nationales Komitee, um eine Massenbewegung gegen die «Eisenbahnbarone» in Gang zu bringen. Das Misstrauen gegenüber Frankreich erreichte im Frühjahr 1860 mit den Ereignissen um den Savoyerhandel, die beinahe einen Krieg auslösten, seinen Höhepunkt. Die diplomatische Niederlage stachelte die Helvetia nur noch weiter an: Das Parlament sollte von jenen Personen «gesäubert» werden, die gegenüber Frankreich eine versöhnliche Haltung eingenommen hatten.
Die Helvetia versuchte, einen nationalistischen Begeisterungssturm auszulösen und rief mit Nachdruck die Helden der Schweizer Geschichte in Erinnerung. Gottfried Keller verfasste ein Wahlmanifest in diesem Sinne, weitere Unterstützung erhielt die Helvetia vom Grütliverein. Konkrete Forderungen umfassten die Verbannung aller Eisenbahn-Interessenvertreter aus dem Parlament, den sozialen Ausgleich und den Ausbau der demokratischen Rechte. Hochburgen der Helvetia waren neben der Romandie die Kantone Bern, Graubünden und Solothurn, während ihre Propaganda in den übrigen Landesteilen kaum Wirkung zeigte. Gründe dafür waren das Fehlen von Kandidaten mit nationaler Ausstrahlung und die Tatsache, dass die Wähler kantonale Themen vielfach als wichtiger empfanden. Insgesamt legte der freisinnig-liberale Block zu, während die Katholisch-Konservativen trotz grösserem Wähleranteil Sitze einbüssten. Gleichzeitig bewirkten die Wahlen erstmals einen deutlich spürbaren Graben zwischen den Radikalen und den gemässigten Liberalen. Die 15 Sitzverluste der ersten Gruppe sind vor allem darauf zurückzuführen, dass die Escher-Anhänger aus dem Kanton Zürich geschlossen zur Mittefraktion übertraten. Die Radikalen verfügten daraufhin nur noch über eine hauchdünne Mehrheit.
Während der 4. Legislaturperiode hatte es aufgrund von Vakanzen fünf Ersatzwahlen in ebenso vielen Wahlkreisen gegeben, bei denen die liberale Mitte drei Sitze zulegen konnte. 1860 gab es insgesamt 63 Wahlgänge (elf weniger als drei Jahre zuvor), zu denen 223 Kandidaten antraten (im Jahr 1857 noch 202). In 35 Wahlkreisen waren die Wahlen bereits nach dem ersten Durchgang entschieden. Wie in der zweiten Hälfte des 19. Jahrhunderts üblich, traten alle amtierenden Bundesräte zu einer Komplimentswahl an; d. h., sie stellten sich als Nationalräte zur Wahl, um sich von den Wählern ihre Legitimation als Mitglieder der Landesregierung bestätigen zu lassen. Die darauf notwendigen Ergänzungswahlen waren am 13. Januar 1861 abgeschlossen, womit der Nationalrat komplett war.
Schweizweit betrug die Wahlbeteiligung im ersten Wahlgang 49,1 %, was gegenüber den letzten Wahlen einem Anstieg von 2,6 % entspricht. Ursache dieses Anstiegs ist im Wesentlichen das Engagement der Helvetia. Erneut waren markante Unterschiede zwischen den einzelnen Kantonen feststellbar. Im Kanton Schaffhausen, einem der wenigen Kantone mit Wahlpflicht, betrug die Beteiligung 86,4 %. Werte von über 80 % verzeichneten auch die Kantone Aargau und Solothurn. Wiederum am tiefsten war die Beteiligung im Kanton Zürich mit 8,9 %.

## Ergebnis der Nationalratswahlen

### Gesamtergebnis
Von 541'670 volljährigen männlichen Wahlberechtigten nahmen 265'730 an den Wahlen teil, was einer Wahlbeteiligung von 49,1 % entspricht. In diesen Zahlen nicht mitberücksichtigt sind die Kantone Appenzell Ausserrhoden, Appenzell Innerrhoden, Glarus, Obwalden, Nidwalden und Uri: Dort erfolgte die Wahl durch die jeweilige Landsgemeinde, weshalb keine genauen Resultate verfügbar sind.
Die 120 Sitze im Nationalrat verteilten sich wie folgt:
| \| Partei \| Sitze 1857 \| vor Auf- lösung \| Sitze 1860 \| +/− \| Wähler- anteil \| +/− \| \| ------------ \| ---------- \| --------------- \| ---------- \| --- \| -------------- \| ------- \| \| FL \| 79 \| 78 \| 64 \| −15 \| 48,2 % \| −12,2 % \| \| LM \| 15 \| 18 \| 36 \| +21 \| 21,6 % \| +05,7 % \| \| KK \| 21 \| 19 \| 16 \| −5 \| 21,2 % \| +04,4 % \| \| ER \| 5 \| 5 \| 3 \| −2 \| 04,0 % \| −00,3 % \| \| DL \| − \| − \| 1 \| +1 \| 02,9 % \| +00,9 % \| \| Diverse \| – \| – \| – \| – \| 01,1 % \| +00,5 % \| \| kl. Parteien \| – \| – \| – \| – \| 01,0 % \| +01,0 % \| | - FL = Freisinnige Linke (Freisinnige, Radikale, Radikaldemokraten) - LM = Liberale Mitte (Liberale, Liberaldemokraten) - KK = Katholisch-Konservative - ER = Evangelische Rechte (evangelische/reformierte Konservative) - DL = Demokratische Linke (extreme Linke) |                 |            |     |                |         |
| Partei | Sitze 1857 | vor Auf- lösung | Sitze 1860 | +/− | Wähler- anteil | +/−     |
| FL | 79 | 78              | 64         | −15 | 48,2 %         | −12,2 % |
| LM | 15 | 18              | 36         | +21 | 21,6 %         | +05,7 % |
| KK | 21 | 19              | 16         | −5  | 21,2 %         | +04,4 % |
| ER | 5 | 5               | 3          | −2  | 04,0 %         | −00,3 % |
| DL | − | −               | 1          | +1  | 02,9 %         | +00,9 % |
| Diverse | – | –               | –          | –   | 01,1 %         | +00,5 % |
| kl. Parteien | – | –               | –          | –   | 01,0 %         | +01,0 % |

Hinweis: Eine Zuordnung von Kandidaten zu Parteien und politischen Gruppierungen ist nur bedingt möglich. Der politischen Wirklichkeit des 19. Jahrhunderts entsprechend kann man eher von Parteiströmungen oder -richtungen sprechen, deren Grenzen teilweise fliessend sind. Die verwendeten Parteibezeichnungen sind daher eine ideologische Einschätzung.

### Ergebnisse in den Kantonen
Die nachfolgende Tabelle zeigt die Verteilung der errungenen Sitze auf die Kantone.
| Kanton                 | Sitze total | Wahl- kreise | Betei- ligung | FL | FL  | LM | LM  | KK | KK | ER | ER | DL | DL |
| ---------------------- | ----------- | ------------ | ------------- | -- | --- | -- | --- | -- | -- | -- | -- | -- | -- |
| Aargau                 | 10          | 3            | 80,8 %        | 4  | −1  | 5  | +1  | 1  |    |    |    |    |    |
| Appenzell Ausserrhoden | 2           | 1            | –             | –  | −1  | 2  | +1  |    |    |    |    |    |    |
| Appenzell Innerrhoden  | 1           | 1            | –             |    |     |    |     | 1  |    |    |    |    |    |
| Basel-Landschaft       | 2           | 1            | 20,1 %        | 2  |     |    |     |    |    |    |    |    |    |
| Basel-Stadt            | 1           | 1            | 27,9 %        |    |     | 1  |     |    |    |    |    |    |    |
| Bern                   | 23          | 6            | 38,8 %        | 21 | +2  |    |     |    |    | 2  | −2 |    |    |
| Freiburg               | 5           | 2            | 54,9 %        |    |     | 1  |     | 4  |    |    |    |    |    |
| Genf                   | 3           | 1            | 42,5 %        | 2  |     | 1  |     |    |    |    |    |    |    |
| Glarus                 | 2           | 1            | –             |    |     | 2  |     |    |    |    |    |    |    |
| Graubünden             | 4           | 4            | 45,2 %        | 3  | +1  | 1  |     |    |    | −  | −1 |    |    |
| Luzern                 | 7           | 3            | 26,8 %        | 5  |     |    |     | 2  |    |    |    |    |    |
| Neuenburg              | 4           | 1            | 55,2 %        | 4  |     |    |     |    |    |    |    |    |    |
| Nidwalden              | 1           | 1            | –             | –  | −1  | 1  | +1  |    |    |    |    |    |    |
| Obwalden               | 1           | 1            | –             |    |     |    |     | 1  |    |    |    |    |    |
| Schaffhausen           | 2           | 1            | 86,4 %        | 1  | −1  | 1  | +1  |    |    |    |    |    |    |
| Schwyz                 | 2           | 1            | 20,6 %        |    |     |    |     | 2  |    |    |    |    |    |
| Solothurn              | 3           | 1            | 81,8 %        | 2  |     |    |     | 1  |    |    |    |    |    |
| St. Gallen             | 8           | 4            | 78,0 %        | 4  | −1  | 3  | +3  | −  | −3 |    |    | 1  | +1 |
| Tessin                 | 6           | 2            | 52,0 %        | 5  | −1  |    |     | 1  | +1 |    |    |    |    |
| Thurgau                | 4           | 1            | 73,7 %        | 3  |     | 1  |     |    |    |    |    |    |    |
| Uri                    | 1           | 1            | –             |    |     |    |     | 1  |    |    |    |    |    |
| Waadt                  | 10          | 3            | 42,2 %        | 6  | −1  | 4  | +1  |    |    |    |    |    |    |
| Wallis                 | 4           | 3            | 48,8 %        | 2  | +2  |    |     | 2  | −2 |    |    |    |    |
| Zug                    | 1           | 1            | 11,2 %        |    |     | 1  | +1  | −  | −1 |    |    |    |    |
| Zürich                 | 13          | 4            | 08,9 %        | −  | −13 | 12 | +12 |    |    | 1  | +1 |    |    |
| Schweiz                | 120         | 49           | 49,1 %        | 64 | −15 | 36 | +21 | 16 | −5 | 3  | −2 | 1  | +1 |